# Археологія Кривого Рогу

## Кам'яна доба

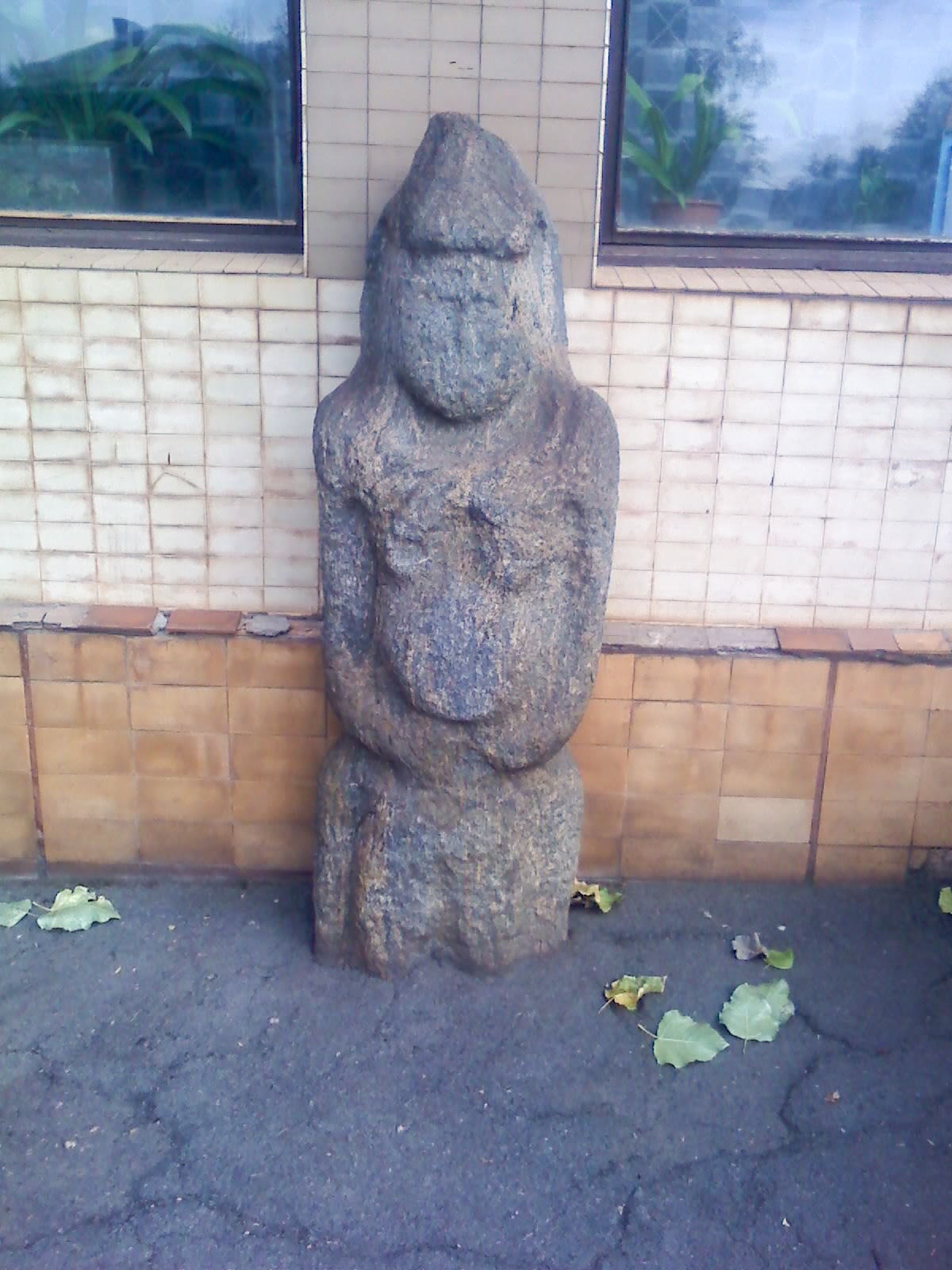
Кам'яна баба у Кривому Розі

Первісні люди на території сучасного Криворіжжя з'явилися ще за кам'яної доби. Про це свідчать гостроконечник, знайдений при розкопках у селі Радіонівка, сокири, виявлені в міжріччях Саксагані та Інгульця.
Знахідки поселення й майстерні у Ковалівській балці у колишньому Верньодніпровському повіті біля Кривого Рогу, що увійшли до «Каталогу колекції старожитностей А. Н. Поля» були подаровані Одеській спілці історії та старожитностей. Велика колекція четвертинної фауни, включала 88 предметів - вістря, ножи, фрагмент дротика.

## Мідна доба
В одному з курганів, розкопаних на лівому березі річки Інгулець до жовтневого перевороту 1917 року, виявлено посудину з відмуленої глини з вушками, що належить до пам'яток Трипільської культури.

## Бронзова доба
Розвиненішими були племена так званої катакомбної культури, які з'явилися на території Криворіжжя в першій половині II тисячоліття до Р. Х. Вони займалися переважно скотарством. У XV—XII століттях до Р. Х. з'являються скотарсько-землеробські племена зрубної культури, важлива роль у господарській діяльності яких належить саме землеробству. Досягає розквіту в цей період і бронзово-ливарне ремесло. А на початку І тисячоліття до Р. Х. на території всього Придніпров'я з'являються вироби з заліза. Особливого поширення вони набули в Північному Причорномор'ї, де з'явилися у VII ст. до Р. Х. кочові скіфські племена.

## Залізна доба
У IX—VII століттях до Р. Х. на Криворіжжі жили кімерійці.
У II ст. після Р. Х. в степи Криворіжжя зі своїми стадами рушили сармати. Археологічні дослідження доводять наявність торговельних зв'язків між сарматами, які населяли в той час цю територію, і стародавніми греками, зокрема з островом Родос, розташованому в східній частині Середземномор'я. На території сучасного Криворіжжя знайдено також поселення скотарів та землеробів так званої черняхівської культури. Найвідомішими похованнями того періоду є поховання біля Христофорівки.

## Раннє середньовіччя
На початку н. е. Причорномор'я населяли землеробські племена — слов'яни (анти), що залишили пам'ятки пеньківської культури. Південні околиці східнослов'янських земель займали територію, яку займає нині Криворіжжя.

У IX—XII ст. на східнослов'янських землях існувала вже могутня держава — Русь. У період феодальної роздробленості територія сучасного Криворіжжя, як і все Південне Причорномор'я, називалося Диким полем. У цей історичний період ця територія була майже не заселена.

Курган Ляхова могила